# Kabinett Kopf I
Das Kabinett Kopf I bildete vom 25. November 1946 bis zum 19. April 1947 die erste Niedersächsische Landesregierung nach der Bildung dieses Landes. Hinrich Wilhelm Kopf wurde am 23. November 1946 von der britischen Besatzungsbehörde zum Ministerpräsidenten ernannt. Die Regierung endete mit der ersten Landtagswahl in Niedersachsen 1947.
| Amt                                    | Name                                                                     | Partei | Partei |
| -------------------------------------- | ------------------------------------------------------------------------ | ------ | ------ |
| Ministerpräsident                      | Hinrich Wilhelm Kopf                                                     |        | SPD    |
| Stellvertreter des Ministerpräsidenten | Theodor Tantzen                                                          |        | FDP    |
| Inneres (ab 9. Dezember 1946)          | Günther Gereke (ab 12. Februar 1947 beurlaubt)                           |        | CDU    |
| Wirtschaft                             | Alfred Kubel                                                             |        | SPD    |
| Verkehr                                | Theodor Tantzen (bis 11. Januar 1947) Ernst Martens (ab 20. Januar 1947) |        | FDP    |
| Ernährung, Landwirtschaft und Forsten  | August Block                                                             |        | NLP    |
| Finanzen                               | Georg Strickrodt                                                         |        | CDU    |
| Aufbau und Arbeit                      | Hans-Christoph Seebohm                                                   |        | NLP    |
| Justiz                                 | Wilhelm Ellinghaus                                                       |        | SPD    |
| Volksbildung, Kunst und Wissenschaft   | Adolf Grimme                                                             |        | SPD    |
| Volksgesundheit und Staatswohlfahrt    | Karl Abel                                                                |        | KPD    |